# Busfronten
Busfronten er en dansk forening for busintereserede. Foreningen blev stiftet 28. oktober 1986 og tæller ved årsskiftet 2015-16 139 medlemmer.
Foreningens aktiviteter omfatter medlemsbladet Busfronten, der udkommer 6 gange årligt med nyheder om danske busser og buslinjer, medlemsmøder, udflugter og en hjemmeside med forum for medlemmerne. Foreningen ledes af en bestyrelse med Peter Berggrén Brandsen som formand.

## Historie
Foreningens historie startede med bladet Nyt fra Busfronten, der udkom første gang i oktober 1984. Der var ikke tale om et medlemsblad men om et månedsblad til abonnenter, som der indledningsvis var 12 af.
I januar 1985 stiftedes Bus-Historisk Forening med Anders Riis som formand. Foreningens medlemmer fik fra sommeren 1985 Nyt fra Busfronten som en del af deres medlemskab. Foreningen blev imidlertid ingen succes, og i løbet af 1986 kom en fusion med Busfronten på tale. Bladet var allerede på abonnenternes ønske begyndt at arrangere medlemsmøder og udflugter for abonnenterne. Enden på diskussionen blev, at der indkaldtes til stiftende generalforsamling i foreningen Busfronten 28. oktober 1986. Her blev foreningen en realitet med Svenn Erik Nielsen som formand.
Om den videre historie er ikke meget at berette. I juli 1988 noteredes at foreningen havde 137 medlemmer – et tal der skulle holde sig rimelig stabilt den følgende halve snes år. Stabil var derimod ikke udgivelsen af medlemsbladet, der konstant var forsinket 1988-1996. For at sikre regulariteten sænkedes det årlige antal udgivelse fra 12 til 10 i 1990 og til 8 i 1992. Samme år ændredes bladets navn fra Nyt fra Busfronten til blot Busfronten. Bladet, der er i A5-format, var oprindelig i sort/hvid, men fra 2005 gik man over til at trykke delvist i farver, og siden slutningen af 2007 er det helt i farver.
Med tiden er også en hjemmeside kommet til, men ellers er aktiviteterne stort set forblevet de samme lige siden foreningens stiftelse. Hovedfokus er på blad, medlemsmøder, hjemmeside med forum, en årlig udflugt og en mindre salgsafdeling med bestillingsbilleder og lejlighedsvis udgivne særhæfter. Til gengæld gav forummet på hjemmesiden anledning til ønske om særlige netmedlemsskaber til lavere kontingent men uden blad, hvilket indførtes med virkning fra 2012.
Busbevaring har foreningen ikke beskæftiget sig med. Man har godt nok i tidens løb modtaget flere tilbud om at overtage forskellige busser, men økonomi og mangel på opbevaringsmuligheder har forhindret det. Til gengæld har søsterforeningerne Sporvejshistorisk Selskab og Bushistorisk Selskab bevaret en række busser, mens et antal medlemmer privat har dannet Busbevarelsesgruppen Danmark.

## Formænd
- Svenn Erik Nielsen (1986-1992)
- Johannes Baagøe-Nielsen (1992-1996)
- Thomas Hildebrand (1996-2000)
- Steen Byllemos (2000-2010)
- Magnus Persson (2010-2011)
- Peter Berggrén Brandsen (2011- )